# اتحاد الشنافر الكونفدرالي

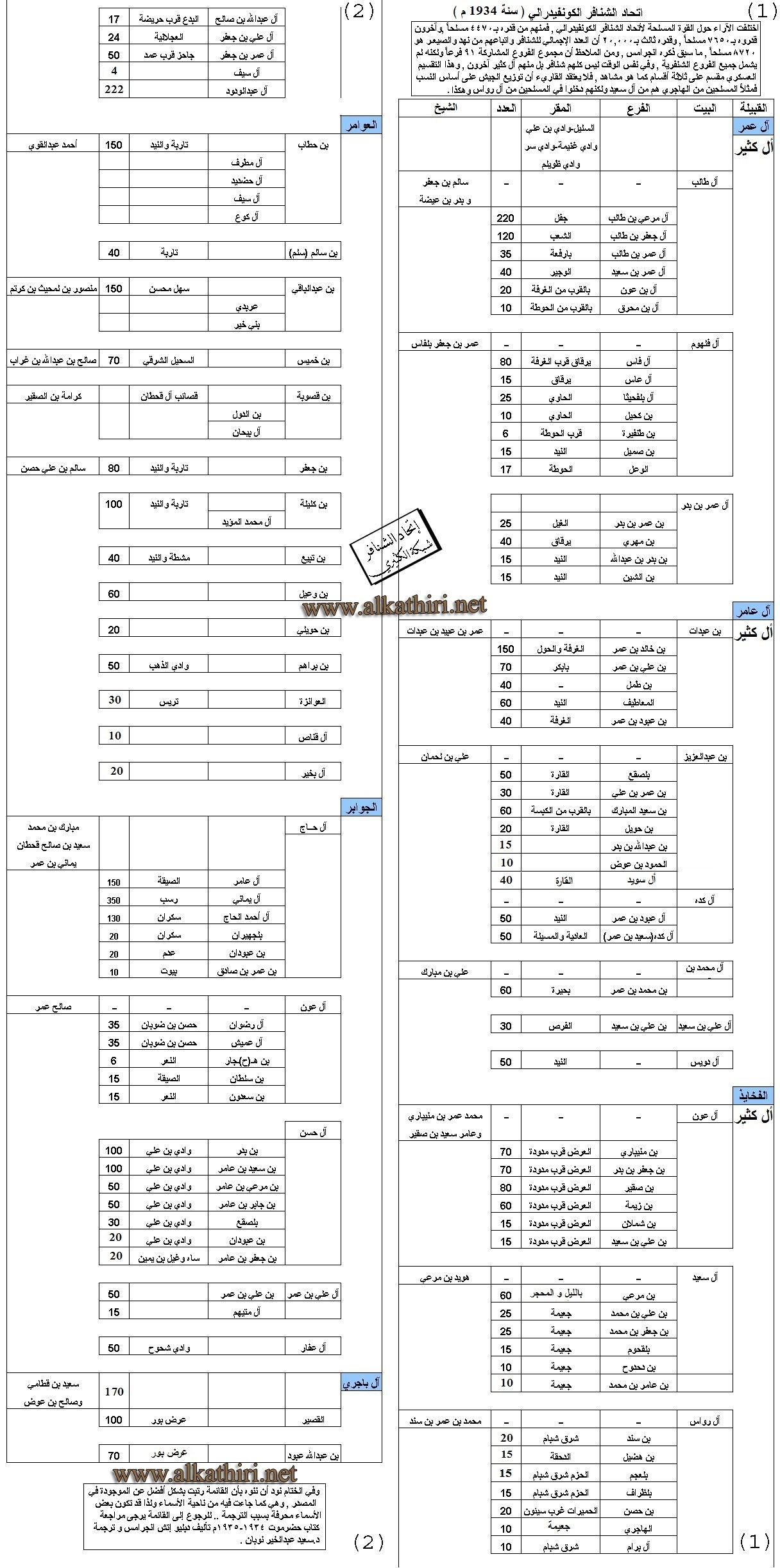
اتحاد الشنافر الكونفيدرالي في حضرموت سنة 1934 ب 9 ألف مسلح تقريباً

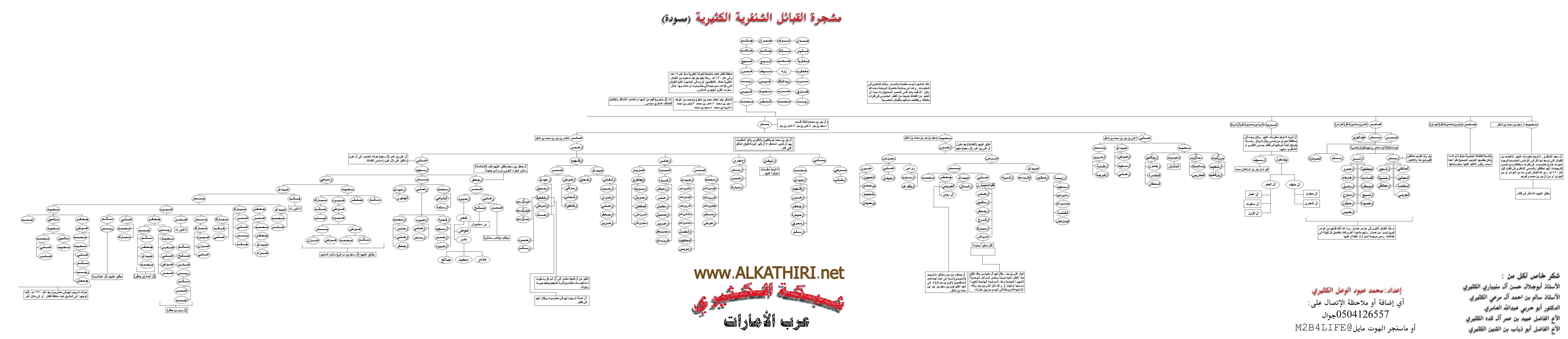
شجرة قبيلة الشنافر الكثيرية أل كثير قبائل الكثيري.

اتحاد الشنافر الكونفدرالي ذكره المستشار البريطاني دبليو اتش انجرامس في كتابه ( حضرموت 1934 _ 1935 ) في اعطاء وصف دقيق لما أسماه اتحاد الشنافر الكونفدرالي وعدد الديار والفخائذ القبلية التي تنضوي تحت لواء الاتحاد الشنفري والكثير من رجال أل كثير لم يدخل في الأتحاد بسبب الأوضاع الأقتصاديه الصعبة في حضرموت آنذاك من مجاعه وفقر بسبب الحرب العالمية الأولى و الثانية و عوضاً عن ذلك يوجد قبائل كثيرية ولكن ليسوا من الشنافر مثل سلاطين أل كثير أل عمر بن جعفر و الرواشد و الرواس الظفارية و هبيس ومعضم قبائل أل كثير في ظفار لم تدخل الأتحاد مع أنهم من الشنافر ومع عن قبائل أل باجري كثيري الأصل ولكن أنفصلواً عن أل كثير عندما دخلوا إلى اتحاد حلف الشنافر وقدرهم الكاتب دبليو اتش انجرامس في حينه من الرجال المقاتلين كالتالي :
- أل كثير 6000 نسمة.
- العوامر 820 نسمه.
- آل جابر 1256 نسمه.
- آل باجري 170 نسمه. [1]

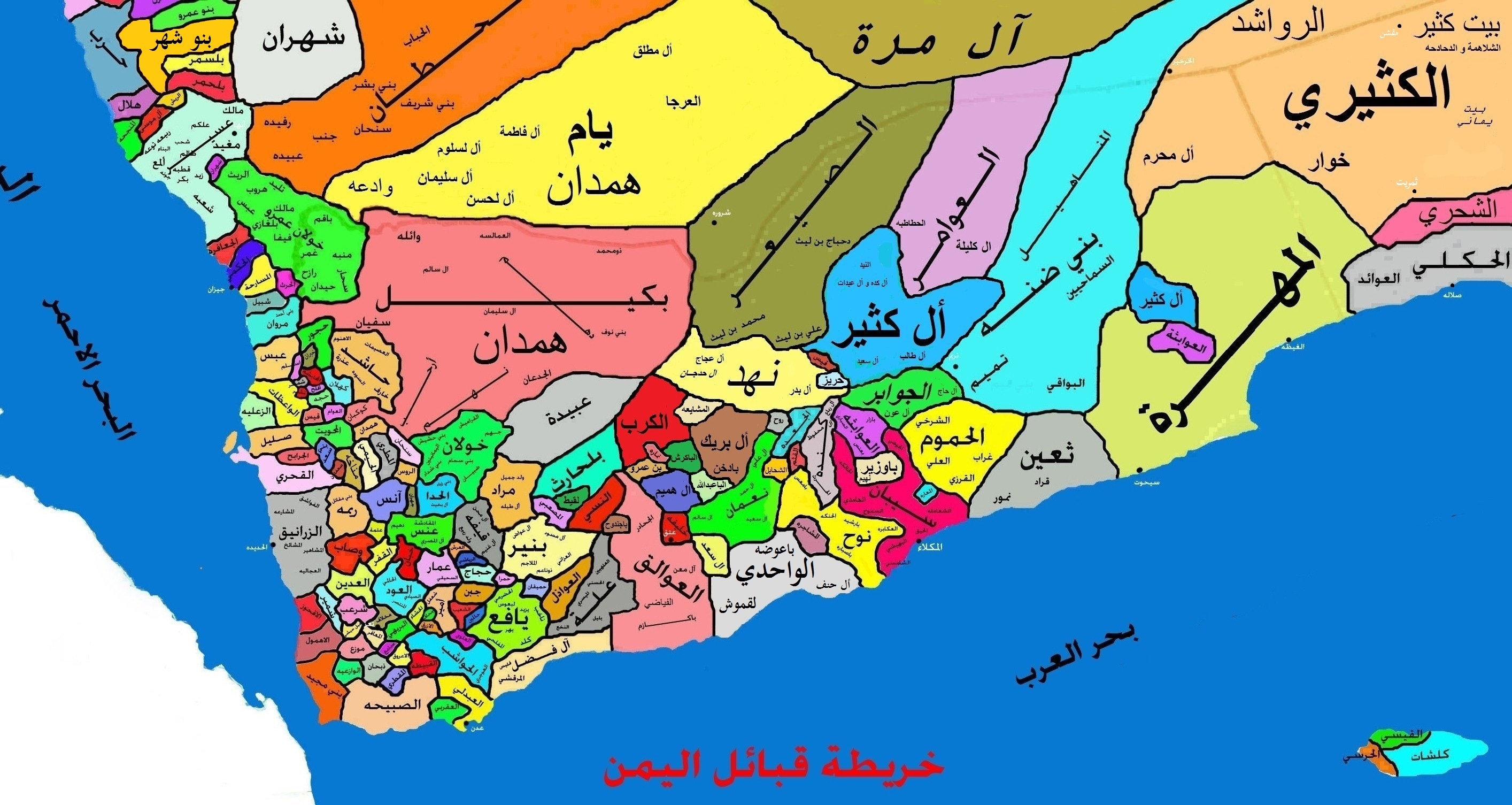
خريطة تبين قبائل الشنافر في اليمن و ظفار من أل كثير والعوامر والجوابر.

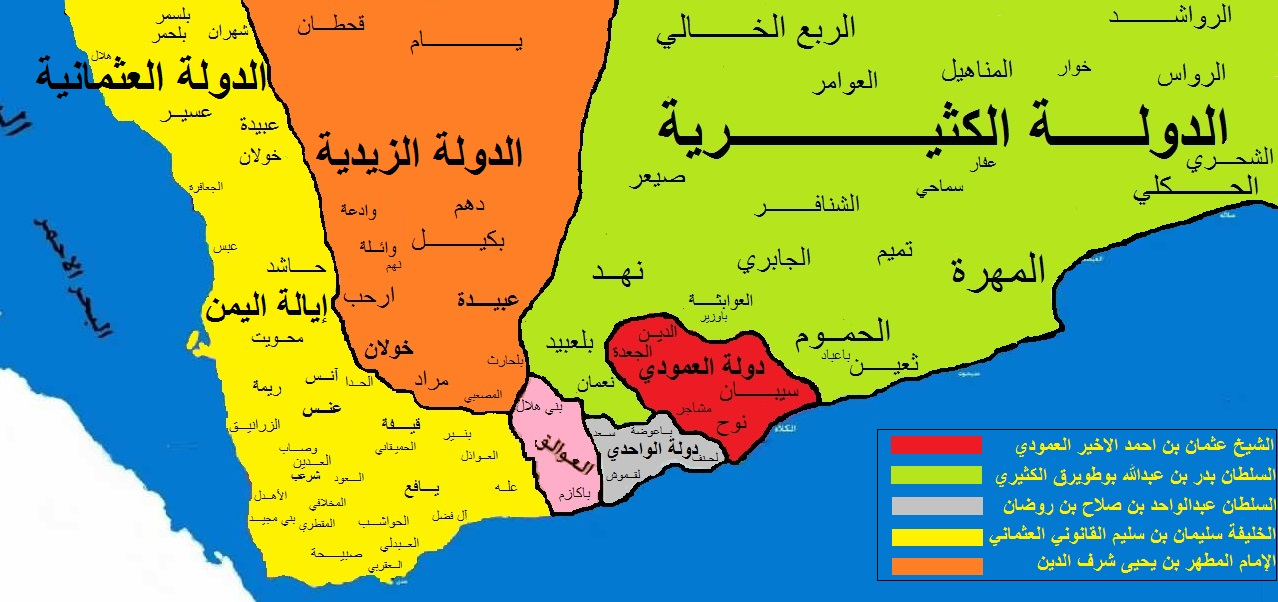
خريطة جنوب الجزيرة العربية فترة حكم السلطان بدر بوطويرق الكثيري

و يعود أول ذكر للشنافر إلى عام 594 هجري في تاريخ شنبل حاصر الشنافر تريم وفي سنة 598 هجري وفيها : وقعت الشنافر على نهد وقتل يزيد ابن يزيد. الشنافر :هو حلف واسم يطلق على عدد من القبائل هي : آل كثير ، العوامر، آل باجري، آل جابر، كانوا عماد الدولة الكثيرية في سيئون مع العلم بأن جميعهم من قبيلة همدان مثل العوامر من عامر بن محمد بن شنفر والجوابر من جابر بن محمد بن شنفر وبعض أل كثير من بدر بن محمد بن شنفر وهم أل عمر وأل عون فقط وهناك مقوله سائدة هي (كل شنفري كثيري وليس كل كثيري شنفري). و يسود الاعتقاد ان هذه العصبة انحدرت اصلا من همدان و الاعتقاد السائد انها اتت من ظفار ( منطقة صلالة ) و هي لا تزال على اتصال وثيق بقبائل تلك المنطقة واما آل علي بن كثير و الرواشد فهؤلاء يقطنون في الشمال الشرقي من حضرموت و اسـتوطنت هذة القبيلـــة حضرموت أثناء استيلاء سالم بن ادريس الحبوظي علي حضرموت تقريباً في العام 670 هجرية ويرجــع اصلهــم الي ظفــار وقد جلبهم الحبوظي معة جنوداً وكلما استولى علي منطقة وضع أحدهم اميراً عليها ولما انتهي حكم الحبوظي في حضرموت استقلوا بمناطقهم واستقروا وتنقســم هذة القبيلـــة الي ثلاثــة اقســـام وهم ال كثير و ال جابـــر وال عوامـــر . يقطن الشنافرة في المنطقة الواقعة بين شبام ، سيؤن ، وادي بن علي، بور، تاربة ، رسب، وادي عدم، و نجد العوامر و منهم جزء كقبائل مستقرة وجزء بادية رحل في المرتفعات الشمالية من حضرموت التي تمتد إلى الطرف الجنوبي من ريدة الصيعر وما بين بئر تيس ووادي حريضة ويعد حلف الشنافر من أشهر حلف قبلي في الجزيرة العربية و بعضهم جعل الشنافر (قبيلة) أو قبيلة الشنافر.